# Gevlekte heispanner
De gevlekte heispanner (Dyscia fagaria) is een vlinder uit de familie van de spanners (Geometridae). 

## Kenmerken
De voorvleugellengte bedraagt tussen de 15 en 21 mm, het mannetje is groter dan het vrouwtje. De basiskleur van de voorvleugel is licht- tot bruingrijs. Over de voorvleugel lopen twee dwarslijnen. Langs de buitenste dwarslijn liggen twee vage vlekken. Tussen de twee dwarslijnen bevindt zich een duidelijke middenstip in de vorm van een kort streepje. De buitenste dwarslijn loopt door op de achtervleugel. Ook daar bevindt zich soms een middenstip.

## Levenscyclus
De gevlekte heispanner gebruikt soorten dophei, struikhei en mogelijk andere soorten uit de heidefamilie als waardplanten. De rups is te vinden in juli tot mei en overwintert. Er is jaarlijks een generatie die vliegt van mei tot en met juli.

## Voorkomen
De soort komt verspreid van Ierland tot het gebied van de Amoer voor. Ook in Zuidwest-Europa, maar niet in andere zuidelijke delen van Europa. De gevlekte heispanner is in Nederland en België een zeer zeldzame. 